# 殉教者愛德華
殉教者愛德華（英語：Edward the Martyr；962年—978年3月18日），英格蘭國王，975年－978年在位。
他是埃德加一世的長子，但並不是埃德加指定的繼承人。埃德加於975年去世後，他的兩個兒子──愛德華與埃塞爾雷德，都有繼位的資格，因此貴族們對由誰人繼位意見不一。在大主教鄧斯坦及伍斯特的奧斯瓦爾德的支持下，愛德華繼承王位。
愛德華在位期間，有兩名大貴族──艾菲亞和愛塞威爾發生爭執，幾乎釀成內戰。此外，貴族們乘着愛德華無力控制大局，奪回了被埃德加取去並封賜給本篤會修道院的土地和資產。
愛德華在繼位三年後於科夫城堡被殺，但後世對當中的起因和經過有不同說法。980年初，他的遺體被隆重地葬於沙夫茲貝利修道院；到了1001年，他的遺體被移往院內更顯眼的位置。有史家相信後一次改葬得到埃塞爾雷德的認可。愛德華的遺骸在英格蘭宗教改革時期被藏起，至20世紀初重新被發現。
很多關於他的聖徒傳記皆認為愛德華是殉教者，而後世多認為愛德華是被其後母──即埃塞爾雷德的生母愛弗里芙所害。現時東儀天主教會、東正教會及聖公會皆承認愛德華為聖人，至於其遺骨則由一所東正教會負責保存及供奉。

## 生平

### 身世
現有史料對愛德華的身世描述並不全面。當時的法令有關愛德華的記載大致分為以下三點：
- 愛德華的出生日期不可考，但他是埃德加一世三個孩子中最年長的。
- 他在975年繼承父親的王位時，應該是十餘歲的青少年[2]。
- 他的母親並不是埃德加的第三任妻子愛弗里芙（英语：Ælfthryth, wife of Edgar）。

愛德華之母的身份亦無定論。相關記載主要分為以下幾種：
- 最早的記載來自坎特伯雷的奧斯本（英语：Osbern of Canterbury）於1080年左右撰寫的鄧斯坦傳記。奧斯本指愛德華的母親是一位在威爾頓修院（英语：Wilton Abbey）的修女，因被埃德加勾引並發生關係而誕下愛德華[3]。
- 數十年後，另一英格蘭史家愛德瑪也寫了一則關於鄧斯坦大主教的傳記，並引用了一位沃斯特的尼古拉斯（Nicholas of Worcester）的資料，否定了愛德華是修女之子的說法。該資料指出，愛德華的母親是東盎格利亞郡長奧德瑪（Ordmær）的女兒，名為愛塞弗里德（Æthelflæd）。埃德加在統治默西亞時跟她結婚，生下了愛德華。若此說屬實，愛德華的出生時間應介乎957年及959年之間[4]。
- 另外的資料來自由哥斯連（英语：Goscelin）為威爾頓的伊迪絲（英语：Edith of Wilton）撰寫的傳記，以及由伍斯特的約翰（英语：John of Worcester）和馬美斯貝利的威廉所撰的歷史[5]。這些資料皆指愛德華的母親名為愛塞弗里德，姓氏則為肯迪達（Candida）或艾娜達（Eneda）。二字的意思分別為「白」及「白鴨」[6]。

一則撰寫於966年的法令描述愛塞烈德的生母愛弗里芙為埃德加的「合法妻子」（二人於964年結婚），而他們之間所生、名為埃德蒙（Edmund）的長子，被稱為埃德加的嫡子；與此同時，愛德華則被稱為埃德加的兒子。由於關於愛德華母親的記載眾說紛紜，而埃德蒙在971年去世之前似乎亦被視為埃德加的合法繼承人，愛德華可能是埃德加的私生子。

### 繼承王位
埃德蒙死後，埃德加似乎希望由愛塞烈德繼承王位，因為一則頒佈於溫徹斯特新修道院的法令把愛弗里芙和愛塞烈德的名字置於愛德華之前。儘管如此，後人仍無法確定埃德加的繼承人安排，因為他在975年7月8日就以32歲的壯年去世，而當時愛德華和愛塞烈德皆未成年。
埃德加是一位強勢的君主，並在當時的神職人員領導者（如鄧斯坦大主教、時任約克大主教的奧斯瓦爾德、以及主教溫徹斯特的愛塞沃特）協助之下，強迫不願跟他合作的教會和貴族改革修道院。為了向改革過的本篤會修道院提供土地以換取他們的支持，埃德加剝奪了許多小貴族的財產，又重訂了與修道院的租約和租金以給他們更多利益。一些在俗修士（其中一些同時是貴族）也在改革後的新修道院被除名。這些措施所引起的不滿在埃德加死後開始變得公開化。
埃德加死時，領導者都是改革的支持者，但他們已經不再團結。鄧斯坦大主教跟愛塞沃特主教可能已經關係緊張，而奧斯瓦爾德大主教則與默西亞郡長艾菲亞不和。至於艾菲亞和他的同伴則正在跟東盎格利亞郡長愛塞威爾及其同伴爭奪權力。有指鄧斯坦曾經質疑埃德加與愛弗里芙的婚姻，以至愛塞烈德是否埃德加的嫡子。
這些人為擁立愛德華還是愛塞烈德出現分歧。之前長者愛德華去世時，各派已曾為繼承人的問題爭執；而埃德加的兄長埃德威亦曾因繼承權爭議而被迫把一大片土地交給埃德加管理。愛弗里芙自然支持她的親生兒子愛塞烈德，並得到愛塞沃特主教的支持；鄧斯坦和奧斯瓦爾則支持愛德華繼位。至於艾菲亞和愛塞威爾亦分成兩派，但史家對他們分別支持誰繼位的描述並不一致。
後世的記載似乎顯示這爭議部份涉及兩個王子與埃德加的父子關係的合法性，以及他們的年紀。最後，鄧斯坦和奧斯瓦爾在泰晤士河畔京士頓為愛德華傅油，冊立他為英格蘭國王。一些史家相信愛德華的即位時間仍為975年，但另一些則指他到976年3月才即位。
有證據顯示愛德華繼位是各方妥協的成果。愛塞烈德似乎得到了一些按慣例歸屬當任國王之子的土地，當中一部份是埃德加分給阿賓頓修道院的──這部份土地在大貴族的壓力下被讓予愛塞烈德。

### 在位期間的事件
根據《盎格魯-撒克遜編年史》（以下簡稱「編年史」），愛德華繼位後不久，就出現了彗星，之後又出現了飢荒和「嚴重的擾動」（“manifold disturbances”）。這個「嚴重的擾動」有時被指為「反對王國的叛亂」，並似乎在埃德加去世後不久就出現。在這段期間，一位富有經驗、且管治英格蘭北部大部份地區的官員──諾森伯蘭郡的奧斯勒郡長──因為一些沒被透露的原因而遭到流放。取代他的新郡長名為索拉德。他可能是奧斯勒的兒子，也可能是如編年史記載，為索拉德‧根拿（Thored Gunnar）的兒子。
與此同時，愛德華──或是奉其名義行使權力的大臣──任命一批新的郡長管轄韋塞克斯。其中兩人未有在歷史上留下太多紀錄，因此難以考證他們屬於甚麼派系。
- 其中一位名為艾德文（Edwin）的郡長，轄區包括萨塞克斯郡、肯特郡和薩里郡。他死後葬在艾菲亞曾到訪的阿賓頓修道院，顯示他可能屬於艾菲亞一派。
- 被派往漢普郡並在拉特蘭擁有土地的愛塞瑪（Æthelmær）則可能與愛塞威爾一派有關係。
- 另一位管治西部的愛塞威德（英语：Æthelweard (historian)）[d]是愛塞烈德一世的後代，並可能是埃德威的妻舅。他被認為是愛德華的支持者[22]。

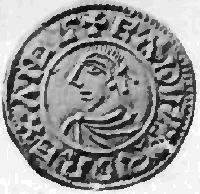
一枚在殉教者愛德華統治期間鑄造的硬幣

在一些地方，曾被埃德加驅逐的世俗神職人員開始返回他們原本所屬的修道院，並反過來把埃德加委派的神職人員趕走。愛塞沃特主教一直是這些世俗神職人員的主要敵人，而鄧斯坦大主教也未能有效地保障其盟友的利益。各地領主有見及此，開始推翻埃德加之前的土地租約，迫使那些新的修道院把土地歸還給本地的貴族。艾菲亞郡長是其中的表表者──他開始攻擊默西亞一境內依附奧斯瓦爾德大主教的修道院。至於艾菲亞的政敵愛塞威爾（他的家族是林士修道院的保護者）則苛待伊利修道院及其他在其勢力範圍內的修道院。為了取得東盎格利亞的控制權和攻擊林士修道院，艾菲亞幾乎跟愛塞威爾開戰。愛塞威爾在鄰近的埃塞克斯郡長布里塞洛夫（Byrhtnoth）及其他貴族的支持下，組成了一支軍隊，迫使艾菲亞作出讓步。
相比其父埃德加及其弟愛塞烈德二世，愛德華在位期間留下的法令非常少──可能只有三份。這些法令主要涉及王室腹地韋塞克斯，當中兩份涉及克雷迪頓──愛德華的師傅西德曼是那裏的主教。另一方面，埃德加在位時，硬幣的模板只能在溫徹斯特製造，然後分發到各地的鑄幣廠。到了愛德華統治期間，約克和林肯的鑄幣廠都可自行製造模板。此現象被視為王國在英格蘭中、北部的控制力減弱。
雖然有以上的種種問題，政府機關基本上仍然正常運作。地方議會和宗教會議仍按照一貫的慣例舉行，先是在977年復活節後於牛津郡的科特靈頓舉行了議會會議；次年又在威爾特郡的卡恩（Calne）開會，但這次會議期間發生地陷意外，造成議員傷亡。

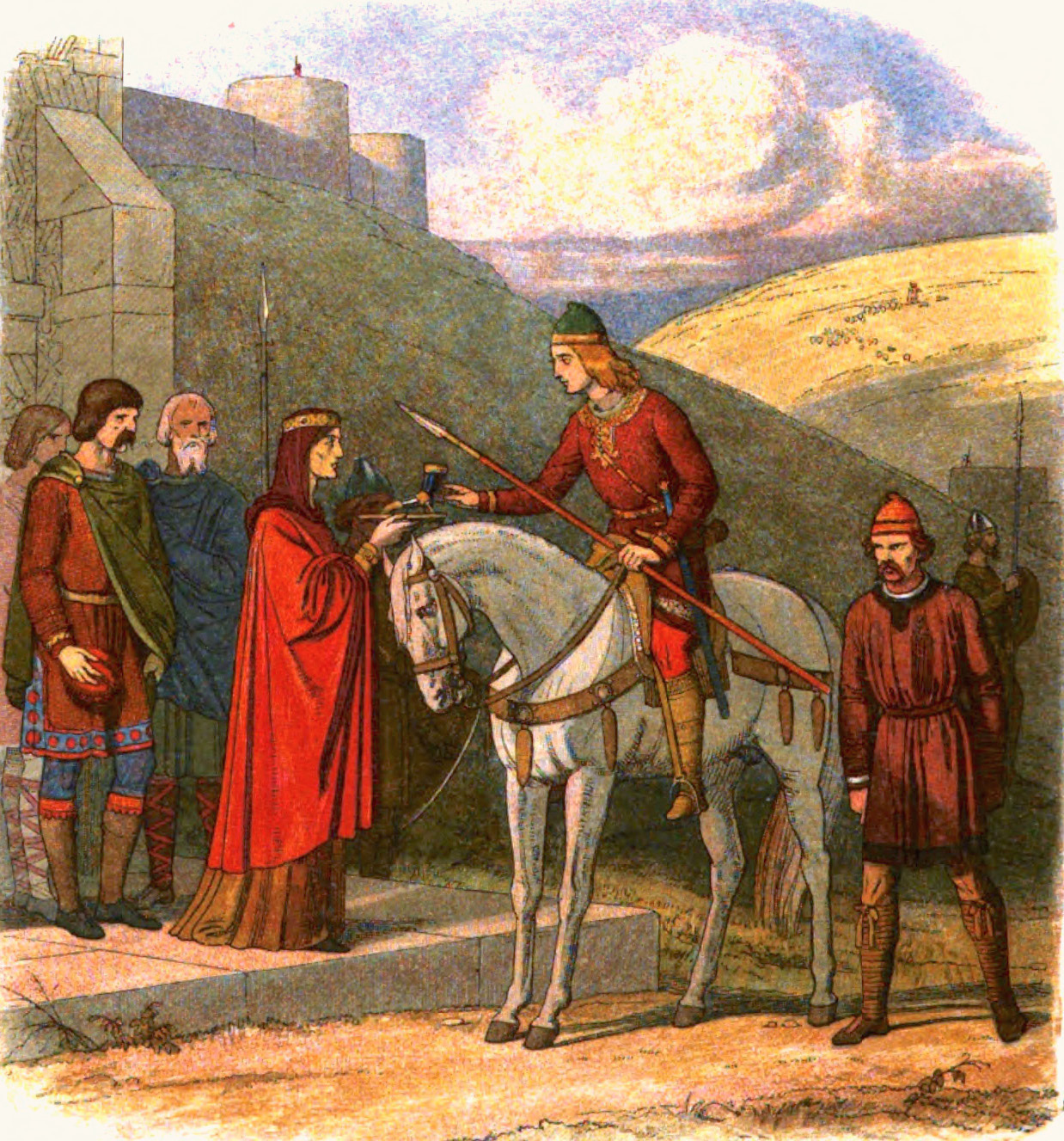
19世紀英國畫家詹姆斯·威廉·埃德蒙·道爾的繪圖。畫中的殉教者愛德華正在接受繼母愛弗里芙的蜂蜜酒，對繼母的隨從準備刺殺自己渾然不覺

### 被殺
在各版本的編年史中，以彼得堡版（E版本）對愛德華之死的描述最為詳細。該版本明確指出愛德華是在978年3月18日黃昏，在多實郡科夫城堡所在的山丘附近，探望繼母愛弗里芙及弟弟愛塞烈德時被殺。此後，愛德華「不具任何王室禮儀」被葬於多實郡韋勒姆。撰寫這段文字的史家宣稱：
|  | 這是盎格魯-撒克遜人自踏足不列顛的土地以來，幹下的最糟糕的事。人們把王（愛德華）殺了，但神把他晉陞了。生前他是世俗的君王，死後他成為天上的聖人。他在地上的親友沒有為他報仇，但天上的父已經為他大大的報復了。 |

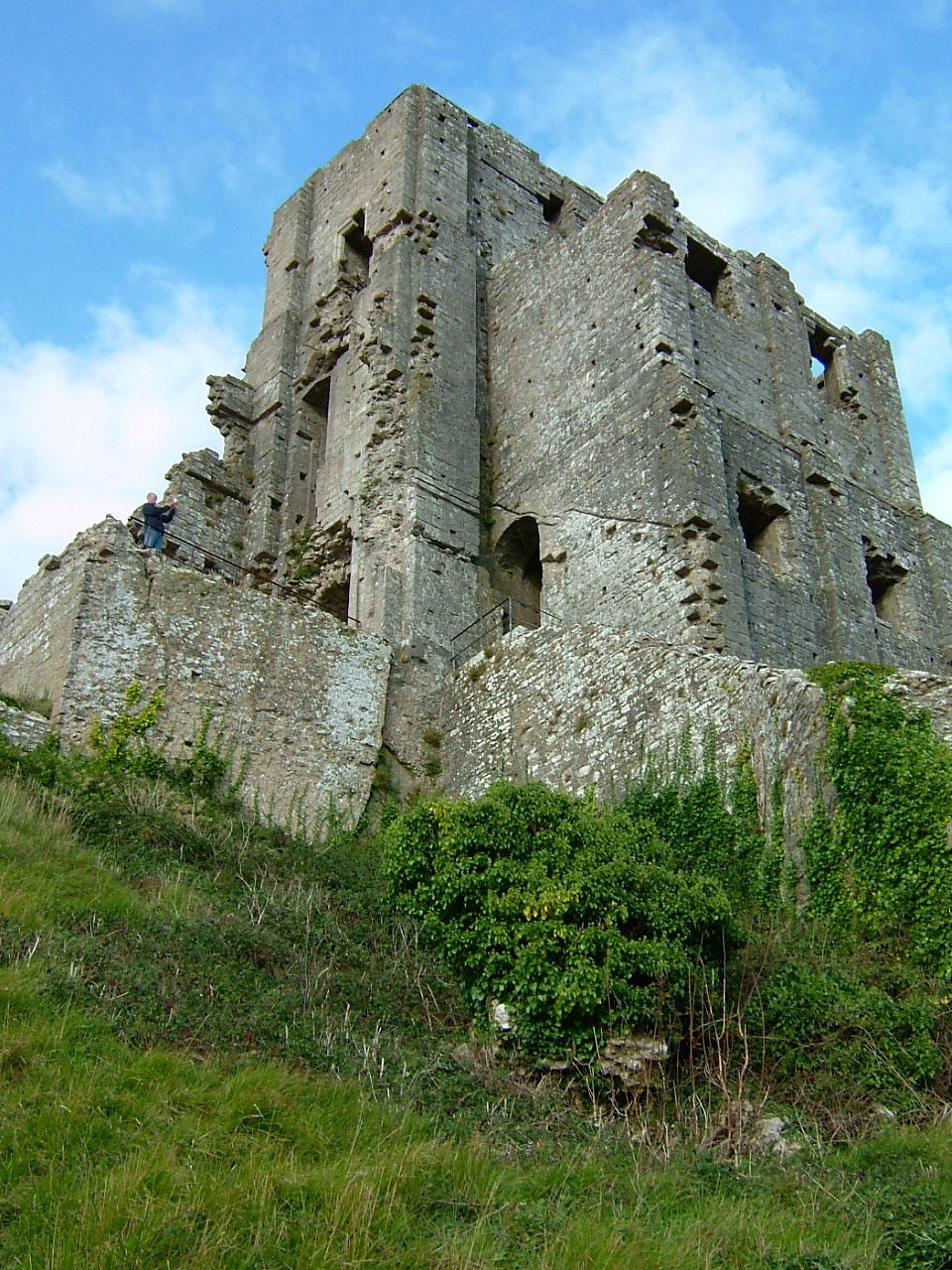
從山腳仰望科夫城堡

較早期的編年史提供的資料較少（最古老的版本僅簡單地提及愛德華被殺），但1040年代以後的版本皆宣稱愛德華「殉教」。
其他早期史料的記載如下：
- 拉姆齐的伯费尔特在奧斯威爾的傳記中提到，愛德華是在下馬的時候被愛塞烈德的顧問所殺。該記載亦指愛德華在沒有儀式的情況下被葬在韋勒姆[30]。
- 大主教沃爾夫斯坦二世（英语：Wulfstan II）在狼給英國人的佈道書（英语：Sermo Lupi ad Anglos）亦間接提及了愛德華之死。近年的研究將其記載翻譯如下：

|  | 一個人把自己的主人殺死、或是活生生地把自己的主人趕出一塊土地，都是非常嚴重的背叛。而發生在這塊土地之上，兩種背叛都曾經發生：愛德華被背叛、殺害，然後焚屍…… |

較後期的文獻，例如11世紀的聖愛德華的受難曲（Passio S. Eadwardi）及伍斯特的約翰的相關記載，則指愛弗里芙策劃暗殺愛德華的計劃；而亨廷頓的亨利更宣稱愛弗里芙親手殺死愛德華。
現代歷史學家對愛德華之死亦有多種解讀，大致可分為三派。
- 第一派認為奧斯威爾傳記的描述正確，即跟隨愛塞烈德的貴族因為個人爭執或有意擁立愛塞烈德而殺了愛德華[32]。二十世紀早期的英國史家法蘭克·史坦頓指出：「愛德華是一個情緒不穩定的年輕人，並因其令人難以忍受的言行得罪了很多重要人物。即使在他已被視為聖人之後一段長時間，人們仍然記得他那令人提高警覺的情緒爆發[33]。」一些聖徒傳記中也可能有相關的隱喻[34]。
- 第二派認為愛德華的繼母愛弗里芙是事件的主謀，或至少容許殺死愛德華的人逍遙法外[35]。
- 第三派認為愛德華死前已經近乎可以親政，因此艾菲亞郡長派人暗殺愛德華，以避免自己因之前迫害修道院而遭到清算[36]。有這一派的史家認為艾菲亞事後改葬愛德華是為了贖罪[37]。

## 成為聖人

### 改葬
愛德華的遺體被埋在韋勒姆一年後獲得改葬，發起者為艾菲亞郡長。如上文所言，艾菲亞可能是為了贖罪而改葬愛德華。根據奧斯威爾傳記，愛德華的遺體在改葬時仍未腐爛（這被認為是神蹟）。他的遺體被帶到沙夫茲貝利修道院。這座修道院是由阿佛列大帝捐出，而愛德華和愛塞烈德的祖母愛弗基芙曾在那裏度過晚年。
愛德華的改葬是一場公開而盛大的儀式。後世文獻（如聖愛德華的受難曲）有更複雜的記載（例如「愛德華的遺體本來在沼澤之中，因為神蹟而重現人前」）。《聖愛德華的受難曲》指愛德華的改葬日期是2月18日。

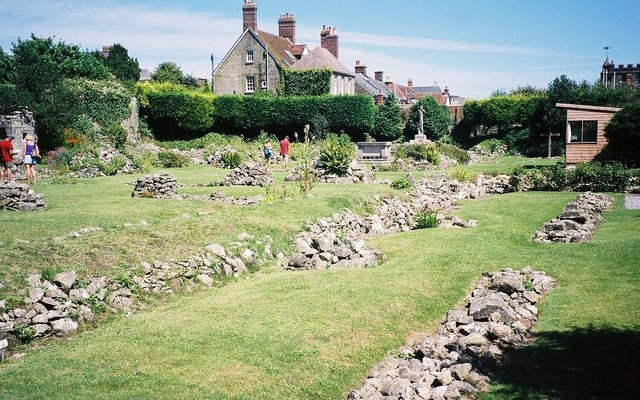
沙夫茲貝利修道院遺址：愛德華的遺骸被存放在此，至英格蘭宗教改革時期為止

1001年，由於愛德華已被視為聖人（雖然他不曾被正式封聖），其遺骸被移到沙夫茲貝利修道院一個較顯眼的位置。文獻指當時的典禮由時任舍伯恩主教沃夫斯加三世所主持，並由一名資深的神職人員輔佐。愛塞烈德二世本人因為要對抗丹麥人入侵，沒有親身出席典禮；但他在同年稍後的時間頒佈法令，把雅芳河畔布拉福的一些土地撥給沙夫茲貝利修道院的修女，被視為與這次典禮有關。一個源自13世紀的聖人曆記載此典禮舉行於6月20日。

### 崇拜
史家對愛德華被奉為聖人崇拜有不同解釋。有些人將之視為一種群眾運動，或者是愛德華的支持者向愛塞烈德二世施壓的結果。另一方面，亦有跡象顯示愛塞烈德正是推動崇拜愛德華以及他們的姊妹威爾頓的伊迪絲的人。如前文所述，愛塞烈德曾於1001年批出土地沙夫茲貝利修道院，相信是方便修道院供奉愛德華的遺骸。此外，有些文獻指愛塞烈德可能曾於1008年立法規定全國紀念愛德華的逝世日，但因為這法案是沃爾夫斯坦二世大主教所草擬的，故另有觀點認為有關法案可能是卡紐特大帝統治英格蘭時才通過的──有近代史家指出，在卡紐特時期很多被殺的英格蘭王室都被奉為聖人崇拜，包括肯特王愛格伯特的三個侄子，以及默西亞的海內爾姆及威格斯坦等。
到了16世紀，英格蘭在亨利八世的領導下推行宗教改革，全國的修道院因此被廢除，很多聖地亦被夷為平地。愛德華的遺骸在這時被藏起來以逃避破壞，直到1931年才在一次考古發掘中被發現，並由骨骼學家湯馬斯·史杜威爾核實其身分。
1970年的一次檢查證實遺骸主人的死因與歷史上所記載的愛德華之死因相同。遺骸發現者向各地教會提出安置遺骸的條件，但只有海外俄羅斯正教會能滿足他的全部要求。與此同時，遺骸發現者的弟弟則希望遺骸可以歸葬沙夫茲貝利修道院。當聖公會跟海外俄羅斯正教會為愛德華的遺骸的擁有權進行訴訟時，遺骨被暫時安置在薩里郡沃金鎮的一間銀行裏。海外俄羅斯正教會最後勝訴，並於1984年將愛德華的遺骸安放於布魯克伍德墳場聖愛德華烈士東正教教堂之中。為管理遺骸，海外俄羅斯正教會在那裏成立了聖愛德華殉道者正教會，並將其歸屬於一所自希臘正教會分離出來的教會管轄。
愛德華未曾被正式封聖，但東正教、天主教及聖公會皆承認愛德華為聖人。它們均以3月18日（愛德華被殺害的日子）為其慶節日；其中東正教會除了在3月18日紀念愛德華外，亦以9月3日為第二慶節日。

### 引用
1. ↑  Hart. : 783.及Williams. . : 2.
2. 1 2  Higham. . : 7.
3. ↑  Hart. : 783.及Williams. . : 3.
4. ↑  Williams. . : 3–4.
5. ↑  Hart. . : 783.及Williams. . : 4–5.
6. ↑  Higham. . : 6.
7. ↑  Williams. . : 2.；John. . : 120.及Stafford. . : 52 & 57.
8. ↑  Hart, Cyril, , , Oxford: Oxford University Press, 2007  [2012-07-29], （原始内容存档于2012-09-07）
9. 1 2 3  Miller. .
10. ↑  John. . : 113–119.；Hart. . : 783–784.；Miller. . 1869.；Higham. . : 2–4.及Fisher. : 245–254 & 266.
11. 1 2  Hart. . : 784.
12. ↑  Higham. . : 9.及Williams. .
13. ↑  Higham. . : 4–5 & 9.及Hart. .
14. ↑  Higham. . : 7–8.
15. ↑  Higham. . : 9–12.
16. ↑  Williams. . : 10.及Miller. .
17. ↑  Dales. . : 100.
18. ↑  Williams. . : 10.
19. ↑  Swanton. . : 121,122.
20. ↑  Williams. . : 11.；Higham. . : 10.；Fisher. : 268.；Dales. . : 100.；Swanton. . : 121.
21. ↑  Williams. . : 24.及Swanton. . : 119.
22. ↑  Higham. . : 11–12.；Williams. . : 9–10, 17 & 22.
23. ↑  Fisher. : 266–267.；Hart. .及Dales. . : 101.
24. ↑  Williams. . : 10–11.
25. ↑  Williams. . : 11.；Hart. . 1905.；Swanton. . : 122.
26. ↑  Hart. : 784.及Higham. . : 11 & 13.
27. ↑  Swanton. . : 122–123.；Dales. . : 102.；Hart. .及Higham. . : 13.
28. ↑  Swanton. . : 123.；Williams. . : 11.及Higham. . : 17–18.
29. ↑  Swanton. . : 123.
30. ↑  Williams. . : 11–12.；Hart. : 784–785.及Miller. .
31. ↑  Williams. . : 12–13.；Miller. .及Dales. . : 103.
32. ↑  Williams. . : 12.及Dales. . : 103.
33. ↑  Stenton. . : 372.
34. ↑  Williams. . : 8–9.
35. ↑  Hart. : 785.及Williams. . : 14.
36. ↑  Higham. . : 12.
37. ↑  John. . : 119–121.
38. ↑  Stafford. . : 59.
39. ↑  Ridyard. . : 155–156.
40. 1 2  Hart. : 785.
41. ↑  Williams. . : 16.
42. ↑  Williams. . : 15–16.
43. ↑  Ridyard. . : 156–157.
44. ↑  Williams. . : 14–17.
45. ↑  Rollason. . : 53–57.
46. ↑  Ridyard. . : 154–175.
47. ↑  Serfes, Nektarios, , Saints Constantine & Helen Greek Orthodox Church,   [2012-07-31], （原始内容存档于2012-10-18）
48. 1 2 3  , Necropolis Notables (The Brookwood Cemetery Society),   [2007-09-21], （原始内容存档于2015-12-22）
49. ↑  Longford, Elizabeth, , Oxford: Oxford Univ. Press: 29–30, 1991, ISBN 0-19-282851-7
50. ↑  .   [2012-07-31]. （原始内容存档于2021-03-19）.
51. ↑  . en.allexperts.com.   [2025-03-04]. （原始内容存档于2011-04-29）.
52. ↑  , St Edward King and Martyr (St Edward King and Martyr),   [2012-07-31], （原始内容存档于2007-10-04） （英语）
53. ↑  .   [2012-07-31]. （原始内容存档于2021-03-30）.

## 外部連結
- 布魯克伍德墳場協會的介紹頁（英文）
- 天主教在線的介紹頁 （页面存档备份，存于）（英文）
- 聖愛德華殉道者正教會官方網站 （页面存档备份，存于）（英文）

| 殉教者愛德華 威塞克斯家族出生于：962年逝世於：978年3月18日 | 殉教者愛德華 威塞克斯家族出生于：962年逝世於：978年3月18日 | 殉教者愛德華 威塞克斯家族出生于：962年逝世於：978年3月18日 |
| 統治者頭銜                                                 | 統治者頭銜                                                 | 統治者頭銜                                                 |
| ---------------------------------------------------------- | ---------------------------------------------------------- | ---------------------------------------------------------- |
| 前任： 和平者埃德加                                        | 英格蘭人的國王 975年－978年                                | 繼任： 埃塞爾雷德二世                                      |